# Berylmys manipulus
Berylmys manipulus és una espècie de mamífer rosegador de la família dels múrids. Viu a altituds d'entre 80 i 1.650 msnm a l'Índia, Myanmar i la Xina. S'alimenta de plantes, insectes i cucs. El seu hàbitat natural són els boscos de diferents tipus. Es desconeix si hi ha cap amenaça significativa per a la supervivència d'aquesta espècie. El seu nom específic, manipulus, significa ‘manípul’ en llatí.